# Know-It-All
Know-It-All è il primo album in studio della cantante canadese Alessia Cara, pubblicato il 13 novembre 2015 dalla Def Jam Recordings.
Ha seguito la pubblicazione del suo extended play di debutto Four Pink Walls, considerato dalla cantante come un'anteprima dell'album. Know-It-All contiene le cinque canzoni di Four Pink Walls e cinque nuove canzoni registrate per l'album. Alessia ha co-scritto tutti i brani e ha lavorato a stretto contatto con Pop & Oak e Sebastian Kole.

## Singoli

### Singoli ufficiali
- Here è stato pubblicato come primo singolo il 30 aprile 2015. È diventato il primo singolo della cantante ad entrare nella top 5 della Billboard Hot 100, raggiungendo la quinta posizione.[12] Il video musicale, diretto da Aaron A, è stato pubblicato il 26 maggio 2015.[13] Si tratta di una midtempo alternative R&B e descrive il disagio che la cantante ha provato ad una festa dove non si è sentita a suo agio.
- Wild Things, inizialmente scelto come singolo promozionale, è stato pubblicato come secondo singolo il 27 ottobre 2015.[14] È stato mandato nelle contemporary hit radio il 2 febbraio 2016 ed ha raggiunto la 50ª posizione della Billboard Hot 100.[15] Il video musicale è stato pubblicato il 7 marzo 2016.[16] Il brano parla di auto accettazione, di apprezzare le proprie unicità ed insicurezze.
- Scars to Your Beautiful è stato mandato nelle contemporary hit radio come terzo singolo il 26 luglio 2016.[17] Ha raggiunto l'ottava posizione della Billboard Hot 100.[18] Il video musicale è stato pubblicato l'11 luglio 2016.[19] Si tratta di una midtempo pop/R&B in cui vengono affrontati temi dell'auto accettazione.

### Singolo promozionale
- Seventeen è stato pubblicato come unico singolo promozionale dell'album. Il video musicale è stato pubblicato il 15 dicembre 2016.[20]

## Accoglienza
| Recensione    | Giudizio |
| ------------- | -------- |
| AllMusic      |          |
| Billboard     |          |
| Exclaim!      | 8/10     |
| Idolator      |          |
| Now           |          |
| Rolling Stone |          |

Know-It-All ha ricevuto recensioni generalmente positive dai critici musicali. Su Metacritic, sito che assegna un punteggio normalizzato su 100 in base a critiche selezionate, l'album ha ottenuto un punteggio medio di 70.
AllMusic ha reagito positivamente all'album, scrivendo "Dal livello di potenziale mostrato nell'album, è evidente che Alessia avrà bisogno di molto meno aiuto creativo." Anche la recensione di Billboard è stata positiva: "Dalle prime impressioni, Know-It-All è un equilibrio carismatico tra sogni e realtà che fa risaltare il suo autore in maniera notevole.'' Ryan B. Patrick di Exclaim! ha scritto ''Il debutto di Alessia è un disco pop straordinario che preannuncia la longevità della carriera.''

## Successo commerciale
Know-It-All ha debuttato alla nona posizione della Billboard 200, con 36.000 unità vendute nella settimana di debutto (22.000 copie fisiche e digitali). L'album è stato certificato disco di platino dalla RIAA per aver raggiunto un milione di unità negli Stati Uniti.

## Tracce
1. Seventeen – 3:33 (Alessia Caracciolo, Andrew Wansel, Warren Felder, Coleridge Tillman, Samuel Gerongco, Robert Gerongco, William Robinson Jr., Ronald White)
2. Here – 3:19 (Caracciolo, Wansel, Felder, Tillman, S. Gerongco, R. Gerongco, Terence Lam, Isaac Hayes)
3. Outlaws – 3:23 (Caracciolo, Wansel, Felder, Tillman, S. Gerongco, R. Gerongco)
4. I'm Yours – 3:49 (Caracciolo, Wansel, Felder, Tillman)
5. Four Pink Walls – 3:33 (Caracciolo)
6. Wild Things – 3:08 (Caracciolo, James Ho, Tillman, Thabiso Nkhereanye)
7. Stone (featuring Sebastian Kole) – 3:48 (Caracciolo, Ho, Tillman)
8. Overdose – 3:29 (Caracciolo, Wansel, Felder, Tillman, S. Gerongco, R. Gerongco)
9. Stars – 3:40 (Caracciolo, Tillman, S. Gerongco, R. Gerongco, Lam)
10. Scars to Your Beautiful – 3:52 (Caracciolo, Wansel, Felder, Tillman)

Tracce bonus nell'edizione deluxe
1. Here (2:00 AM Version) – 3:45 (Caracciolo, Wansel, Felder, Tillman, S. Gerongco, R. Gerongco, Terence Lam, Isaac Hayes)
2. River of Tears – 4:14 (Caracciolo, Tillman)
3. My Song – 4:02 (Caracciolo, Tillman, Fredrik "Fredro" Ödesjö, Per Eklund, Björn Hallberg)

Tracce bonus nell'edizione deluxe europea e brasiliana
1. I'm Yours (Demo) – 3:56 (Caracciolo, Wansel, Felder, Tillman)
2. Wild Things (Acoustic Version) – 3:11 (Caracciolo, Ho, Tillman, Nkhereanye)

## Classifiche

### Classifiche settimanali
| Classifica (2015) | Posizione massima |
| ----------------- | ----------------- |
| Australia         | 16                |
| Belgio (Fiandre)  | 80                |
| Belgio (Vallonia) | 86                |
| Canada            | 8                 |
| Danimarca         | 19                |
| Francia           | 120               |
| Germania          | 99                |
| Irlanda           | 52                |
| Norvegia          | 15                |
| Nuova Zelanda     | 26                |
| Paesi Bassi       | 34                |
| Regno Unito       | 14                |
| Stati Uniti       | 9                 |
| Svezia            | 21                |
| Svizzera          | 50                |

### Classifiche di fine anno
| Classifica (2016) | Posizione |
| ----------------- | --------- |
| Canada            | 22        |
| Danimarca         | 61        |
| Stati Uniti       | 42        |
| Svezia            | 61        |
| Classifica (2017) | Posizione |
| Danimarca         | 72        |
| Stati Uniti       | 112       |

## Date di pubblicazione
| Paese       | Data             | Formato/i             | Etichetta       |
| ----------- | ---------------- | --------------------- | --------------- |
| Canada      | 13 novembre 2015 | CD, download digitale | Universal Music |
| Stati Uniti | 13 novembre 2015 | CD, download digitale | Def Jem         |
| Regno Unito | 11 marzo 2016    | CD, download digitale | Virgin EMI      |
| Australia   | 11 marzo 2016    | CD, download digitale | Universal       |